# Pycnanthus laevis
Pycnanthus laevis är en havsanemonart som beskrevs av Oscar Henrik Carlgren 1921. Pycnanthus laevis ingår i släktet Pycnanthus och familjen Actinostolidae. Inga underarter finns listade i Catalogue of Life.